# Plešivica (Brezovica)
Plešivica (Duits: Gallenstein) is een plaats in Slovenië en maakt deel uit van de gemeente Brezovica in de NUTS-3-regio Osrednjeslovenska. De plaats telde 193 inwoners op 1 januari 2020.